# 有吉くんの正直さんぽ
『有吉くんの正直さんぽ』（ありよしくんのしょうじきさんぽ）は、2012年4月21日からフジテレビと一部の系列局で土曜日12:00 - 13:30に放送されている散策番組シリーズ『ぶらぶらサタデー』内で放送されているバラエティ番組。「芸人×散歩」の先駆けになった番組である。

## 概要
有吉弘行とフジテレビの生野陽子アナウンサーが、主に東京の下町や繁華街などを舞台に宣伝を兼ねた散策をする番組。他には毎回2組程度のゲストが登場し、2人とともに散歩を繰り広げる。細かい台本はない。生野アナが海外中継や産休で不在の場合は、代役アシスタントは立てずに有吉一人でゲストと番組を進行する。有吉&生野コンビは2022年今日まで10年続き、キャスト変更がない番組は珍しいとされる。
使用されているテーマ曲は両出演者によるオリジナルソングとなっている。

## 沿革

### 番組開始経緯
番組開始当時の有吉は尖った印象が強く、散歩番組の起用は意外にも思われたが、永盛健之プロデューサーは「散歩番組にある種の違和感を取り入れたかった。当時、旅番組や散歩番組というのは、どこかほんわりとしたものが結構多かった。そこに、対極な芸風の有吉さんを入れたら、どんなコメントを言うんだろう、どんなリアクションをするんだろう…そんな、予定調和ではない散歩番組を制作したくて企画した」と述べている。企画段階では、有吉が子どもたちと全国を回る旅番組のイメージだったという。当時、有吉は毒のあるあだ名で再ブレークしていた時期で、「いたずらっぽいところがある芸能界一子どもな有吉が、子どもを引率する旅は面白いのでは」というコンセプトだった。ところが編成側から「子どもに数字（視聴率）なし」と一蹴され、今の形に落ち着いた。
お笑いファン以外の視聴者層の多い時間帯で、有吉の素顔も垣間見える当番組は新たな支持層を広げ、これ以降、芸能界のトップに登り詰めた有吉を陰で支えた番組の1つである。開始当初は、有吉が店主に「まずい！」とはっきり言うこともあったが（2015年3月28日に放送されたイチゴカレーの店等）、近年は言うことはない。

### 以降
当初ランチからディナーまでの散歩だったが、開始2年後に生野陽子が夕方帯のニュース番組（「FNNスーパーニュース」→「みんなのニュース」→「プライムニュース イブニング」→「Live News イット!」）の担当になったため、2014年11月の放送より朝食からランチまでの散歩に変更された。朝ロケでは開いているお店が限られてくるため、この時、行けなかったお店をVTRで紹介する“あきらめ～店”のコーナーが生まれた。
2015年3月までは『ぶらぶらサタデー』内にて「タカトシ&温水が行く小さな旅シリーズ」と2回の放送毎に交互（有吉→有吉→タカトシ→タカトシ→有吉に戻る）パターンで放送していた。2015年3月28日をもって『ぶらぶらサタデー』が「タカトシ&温水が行く小さな旅シリーズ」のみで月1回の放送に移行、4月からはこれとは別に『正直さんぽ』を放送することになった。『正直さんぽ』では、当番組と2014年12月27日に当番組の特別編として放送された「正直女子さんぽ」を放送することになった。こちらも2回の放送毎に交互（有吉→有吉→女子→女子→有吉に戻る）パターンで放送している。
2016年3月26日をもって『正直さんぽ』が終了し、2016年4月2日から1年ぶりに『ぶらぶらサタデー』が放送されることになり、同時に、「タカトシ&温水が行く小さな旅シリーズ」が土曜12時枠に復活、「正直女子さんぽ」は事実上終了した。これにより、『正直さんぽ』で放送されていた当番組が1年ぶりに『ぶらぶらサタデー』で放送されることになった。ただし、放送パターンは以前と異なり、1回ずつ交互（有吉→タカトシ→有吉→タカトシ の繰り返し）パターンとなっている。
2019年4月6日から同年10月19日まで生野が産休に入り、その間は代役を立てずに有吉が一人でMC進行を行った。
2019年7月13日放送分からナレーションの増岡弘が休養するも9月7日放送分から復帰、復帰後の第一声で今後も続投していく旨を報告した。
2020年1月2日「新春さんぽ駅伝有吉くんの正直さんぽ」として、新作と傑作選のスペシャル特番を途中ニュースを挟みつつ、6時から15時30分まで、約9時間30分の長時間放送した。
2020年3月21日にナレーションの増岡が死去。同年1月25日放送分が生前最後の収録だった。同年4月4日放送分は実質的な総集編で増岡への追悼テロップと共に増岡がナレーションを担当した放送分を中心に特集し、番組終了後に改めて追悼テロップと増岡の生前の音声を放送し、故人となった増岡を偲んだ。
2020年4月より暫くは、新型コロナウイルス感染拡大防止による観点からロケを休止し、フジテレビ湾岸スタジオにて有吉・生野がゲストと共にこれまでの放送のVTRを見ながらトークを行う形式となった。4月18日放送分では放送200回突破を記念して「有吉くんの正直さんぽ200回記念特別企画 おさんぽサミット2020」を実施した。5月2日以降、毎回1名のゲストを迎えて「おさんぽアワード2020」を実施。なお、7月25日放送分よりロケを再開（「おさんぽアワード」は並行して継続）。飲食店はスタッフによる事前予約（取材許可取得）済の店舗貸切利用となり、その間は「あきらめ〜店」のコーナーは消滅状態となっていた。2023年12月より従来のロケ形式が復活。同年12月23日の放送分で「あきらめ〜店」のコーナーが3年ぶりに復活した。2024年頃からは、エンディングで、訪れた各店舗施設の人がロケの感想等を語るインタビュー映像が流れるようになった。
2020年10月31日放送分より、増岡の後任ナレーターとして玄田哲章が担当することになった。

## 構成
- 朝からランチタイムまでの散歩を行う。場所はレギュラー放送では原則として東京都、神奈川県の一部[注 2]を散歩する。なお新春スペシャルでは地方または海外でロケを行う場合がある。

## 出演者
レギュラー（MC） 
- 有吉弘行[注 3]
- 生野陽子（フジテレビアナウンサー）

2019年4月6日から同年10月19日放送分までと2021年6月26日放送分から2022年12月24日放送分まで産休。
 ナレーション 
- 酒巻光宏

2024年7月27日放送分より玄田哲章の代役として担当。
- 玄田哲章

増岡の後任として2020年10月31日放送分より担当。
- 増岡弘

放送開始当初から2019年6月29日放送分まで全ての回を担当していた。同年7月13日から8月10日放送分までの4回を一時的に休演していたが、9月7日放送分から復帰し、生前最後の収録となった2020年1月25日放送分（同年1月23日収録)まで継続した。
それから約2か月後の2020年3月21日に死去。4月4日の放送では番組の序盤に追悼テロップが流れた後、番組終了後に追悼VTRが放送された。
- 冨永みーな

増岡弘の代役。2019年7月27日、8月10日、8月24日放送分および、2020年2月、3月の全放送回を担当。
- おさんぽアワード2020エントリー

2020年7月25日から10月17日まで、「おさんぽアワード」で上位ゲストだった田中卓志・ビビる大木・井森美幸・吉村崇・カンニング竹山が週替わりで担当。
 ゲスト 
- 毎回、数組の芸能人が出演。

坂下千里子や髙田延彦、井森美幸、春日俊彰（オードリー）らはゲストの中でも10回以上出演しており、髙田、井森、春日はおさんぽファミリーとして、準レギュラー的な存在で紹介されている。
髙田、井森に至っては2回〜3回連続で出演している回もある。
井森は番組ゲスト史上最多となる36回の出演を記録している。

## 放送リスト
| 1  | 4月21日                | 東京都葛飾区 京成立石       | あき竹城 明松功                               |                                                       |
| 2  | 4月28日                | 東京都大田区 田園調布       | IKKO 照英                                     |                                                       |
| 3  | 5月19日                | 東京都世田谷区 明大前       | 磯野貴理子 菜々緒 スギちゃん                  |                                                       |
| 4  | 5月26日                | 東京都台東区 御徒町         | 堀ちえみ 柳原可奈子                           |                                                       |
| 5  | 6月16日                | 東京都江東区 門前仲町       | 髙田延彦 あき竹城                             |                                                       |
| 6  | 6月23日                | 東京都練馬区 上石神井       | 森公美子                                      |                                                       |
| 7  | 7月14日                | 東京都品川区 武蔵小山駅周辺 | 大久保佳代子（オアシズ） 笹野高史             |                                                       |
| 8  | 7月21日                | 東京都世田谷区 桜新町       | 岡田圭右（ますだおかだ） 髙田延彦             |                                                       |
| 9  | 8月11日                | 東京都中央区 日本橋         | 大島美幸（森三中） 髙田延彦                   |                                                       |
| 10 | 8月18日                | 東京都港区 白金高輪         | 堀ちえみ 瑛太                                 | [ 注 4 ]                                              |
| 11 | 9月15日                | 東京都大田区 池上           | 田中卓志（アンガールズ） 黒沢かずこ（森三中） |                                                       |
| 12 | 9月22日                | 東京都台東区 浅草橋         | IKKO カンニング竹山                           | 15分拡大SP                                            |
| 13 | 10月13日               | 東京都文京区 本郷三丁目     | 井森美幸 川合俊一                             |                                                       |
| 14 | 10月20日               | 東京都目黒区 上目黒三丁目   | あき竹城 ビビる大木                           |                                                       |
| － | 11月14日 19:00 - 21:54 | 京都府京都市東山区 祇園     | IKKO 髙田延彦 デヴィ夫人                      | 秋のハッピーぶらり旅SP! (1) 3時間SPの一つとして放送。 |
| 15 | 11月24日               | 東京都台東区 上野           | 髙田延彦 上島竜兵（ダチョウ倶楽部）           |                                                       |
| 16 | 12月1日                | 東京都豊島区 駒込           | 坂口杏里 狩野英孝                             |                                                       |
| 17 | 12月22日               | 神奈川県横浜市 石川町       | 髙田延彦 千秋                                 |                                                       |

| 18 | 1月5日 12:00 - 13:30               | 東京都台東区 浅草                   | 矢口真里 澤部佑（ハライチ） 関根勤             | 新春90分SP                                            |
| 19 | 1月26日                            | 東京都品川区 戸越                   | デヴィ夫人 吉村崇（平成ノブシコブシ） TKO      |                                                       |
| 20 | 2月2日                             | 東京都杉並区 高円寺                 | IKKO キンタロー。 友近                         |                                                       |
| 21 | 2月23日 12:00 - 13:00              | 福岡県福岡市 博多                   | 髙田延彦 澤部佑（ハライチ） パラシュート部隊   |                                                       |
| 22 | 3月2日                             | 東京都江東区 亀戸                   | アンガールズ 榊原郁恵 キンタロー。             |                                                       |
| -  | 3月8日 19:00 - 20:54               | 福島県会津若松市・喜多方市          | デヴィ夫人 キンタロー。 和田アキ子             | 春のハッピーぶらり旅SP! (1) 2時間SPの一つとして放送。 |
| 23 | 3月23日                            | 東京都新宿区 四谷三丁目             | 上島竜兵（ダチョウ倶楽部） 芹那                |                                                       |
| 24 | 3月30日                            | 東京都中央区 日本橋人形町           | クリス松村 小石田純一 澤部佑（ハライチ）       |                                                       |
| 25 | 4月20日                            | 東京都渋谷区 恵比寿                 | 井森美幸 長州力                                |                                                       |
| 26 | 4月27日                            | 東京都千代田区 神保町               | 岡田圭右（ますだおかだ） 中尾ミエ キンタロー。 |                                                       |
| 27 | 5月18日                            | 東京都豊島区 池袋                   | 柴田理恵 髙田延彦                              |                                                       |
| 28 | 5月25日                            | 東京都大田区 蒲田                   | 優木まおみ ビビる大木 荒川静香                 |                                                       |
| 29 | 6月15日                            | 東京都千代田区 秋葉原               | アンガールズ 志村けん                          |                                                       |
| 30 | 6月22日                            | 東京都武蔵野市 吉祥寺               | 岩尾望（フットボールアワー） 小島瑠璃子        |                                                       |
| 31 | 7月13日                            | 東京都港区 芝大門                   | IKKO 眞鍋かをり                                |                                                       |
| 32 | 7月20日                            | 東京都 町田市                       | 綾部祐二（ピース） 重盛さと美                  |                                                       |
| 33 | 8月10日                            | 東京都北区 赤羽                     | FUJIWARA 井森美幸 キンタロー。                 | 途中、林家ペーとパー子が出演。                        |
| 34 | 8月17日 12:00 - 13:00 （30分短縮） | 東京都港区 お台場 東京都江東区 豊洲 | 澤部佑（ハライチ） カンニング竹山 スギちゃん   |                                                       |
| 35 | 9月7日                             | 東京都品川区 北品川                 | 勝俣州和 坂下千里子                            |                                                       |
| 36 | 9月14日                            | 東京都豊島区 巣鴨                   | 朝丘雪路 キンタロー。 アルコ&ピース            |                                                       |
| 37 | 10月5日                            | 東京都新宿区 神楽坂                 | 髙田延彦 中川家                                |                                                       |
| 38 | 10月12日                           | 京都府京都市 東山区                 | 髙田延彦 キンタロー。 井森美幸                 |                                                       |
| 39 | 11月2日                            | 東京都中央区 東銀座                 | 小島瑠璃子 川合俊一                            | 天候悪化の為、ディナー前にロケ終了。                  |
| 40 | 11月9日                            | 東京都港区 青山                     | 岡田圭右（ますだおかだ） 榊原郁恵              |                                                       |
| 41 | 11月30日                           | 東京都板橋区 板橋                   | 吉村崇（平成ノブシコブシ） 六角精児            |                                                       |
| 42 | 12月7日                            | 東京都墨田区 両国                   | MEGUMI 秋野暢子                                |                                                       |

| 43 | 1月11日  | 香港                                                  | バカリズム                                    | 初の海外ロケ                        |
| 44 | 1月18日  | 東京都台東区 浅草                                     | ビビる大木 高田延彦                           |                                     |
| 45 | 2月8日   | 東京都文京区 根津、千駄木 東京都台東区 谷中（谷根千） | 柴田理恵 澤部佑（ハライチ）                   |                                     |
| 46 | 2月15日  | 東京都渋谷区 代々木                                   | 春日俊彰（オードリー） IKKO                   |                                     |
| 47 | 3月8日   | 東京都杉並区 荻窪                                     | 六角精児 小島瑠璃子                           |                                     |
| 48 | 3月15日  | 東京都北区 王子・十条                                 | 高田延彦 菜々緒                               |                                     |
| 49 | 4月5日   | 東京都墨田区 錦糸町                                   | ビビる大木 カンニング竹山 澤部佑（ハライチ）  |                                     |
| 50 | 4月12日  | 東京都千代田区 御茶ノ水                               | 上島竜兵（ダチョウ倶楽部） SHELLY             |                                     |
| 51 | 5月3日   | 埼玉県川越市 川越                                     | アンガールズ 佐々木希                         |                                     |
| 52 | 5月10日  | 東京都足立区 北千住                                   | 高田延彦 市川紗椰 オードリー                  |                                     |
| 53 | 6月7日   | 東京都                                                | 澤部佑（ハライチ） 中西智代梨（AKB48） SHELLY | 再び訪問 もう一度会いたい名物店主SP |
| 54 | 6月14日  | 東京都中野区 中野                                     | サバンナ 澤部佑（ハライチ） 志村けん          |                                     |
| 55 | 7月5日   | 東京都世田谷区 三軒茶屋                               | 鈴木ちなみ ビビる大木                         |                                     |
| 56 | 7月12日  | 東京都品川区 大井町                                   | 高田延彦 市川紗椰 IKKO                        |                                     |
| 57 | 8月2日   | 東京都調布市 深大寺                                   | アンガールズ マギー 井森美幸                  |                                     |
| 58 | 8月9日   | 東京都文京区 小石川                                   | 柴田理恵 岡田圭右（ますだおかだ）             |                                     |
| 59 | 8月30日  | 東京都江戸川区 小岩                                   | 博多華丸・大吉 市川紗椰                       |                                     |
| 60 | 9月6日   | 神奈川県川崎市 武蔵小杉                               | バカリズム 大沢あかね                         |                                     |
| 61 | 9月27日  | 東京都世田谷区 下北沢                                 | 高田延彦 岩尾望（フットボールアワー）         |                                     |
| 62 | 10月04日 | 東京都葛飾区 亀有                                     | カンニング竹山 市川紗椰                       |                                     |
| 63 | 10月25日 | 東京都中央区 日本橋茅場町                             | サンドウィッチマン 勝俣州和                   |                                     |
| 64 | 11月2日  | 東京都大田区 大森・平和島                             | 澤部佑（ハライチ） 博多華丸・大吉             |                                     |
| 65 | 11月22日 | 東京都文京区 湯島 東京都台東区 上野                   | 井森美幸 六角精児 井上尚弥 八重樫東           |                                     |
| 66 | 11月29日 | 東京都江東区 森下・清澄白河                           | ずん 井森美幸                                 |                                     |
| 67 | 12月20日 | 東京都渋谷区 代官山 東京都目黒区 中目黒               | 春日俊彰（オードリー） 高田延彦 柴田理恵      |                                     |

| 68 | 1月2日   | 島根県出雲市 出雲大社                                                                    | 井森美幸 高田延彦 ビビる大木 田中卓志（アンガールズ）        | 『新作ぶらり&もう一度歩きたい特選タウンで7時間おさんぽSP』。                        |
| 69 | 1月24日  | 東京都中央区 月島                                                                        | カンニング竹山 澤部佑（ハライチ） 小島瑠璃子                 |                                                                                     |
| 70 | 1月31日  | 東京都中央区 銀座                                                                        | 渡辺徹 ずん                                                  |                                                                                     |
| 71 | 2月21日  | 東京都練馬区 練馬                                                                        | サバンナ IKKO                                                |                                                                                     |
| 72 | 2月28日  | 東京都目黒区 自由が丘                                                                    | TIM 井森美幸                                                 |                                                                                     |
| 73 | 3月21日  | 東京都品川区 戸越                                                                        | アンジャッシュ 坂下千里子                                    |                                                                                     |
| 74 | 3月28日  | -                                                                                        | -                                                            | 高田ノーズが見つけた激うまグルメスペシャル ここまで「ぶらぶらサタデー」枠での放送。 |
| 75 | 4月4日   | 東京都墨田区 押上・向島                                                                  | 澤部佑（ハライチ） 高田延彦 市川紗椰                         | ここから「正直さんぽ」枠での放送。                                                  |
| 76 | 4月25日  | 東京都世田谷区 経堂・豪徳寺                                                              | アンガールズ 柴田理恵                                        |                                                                                     |
| 77 | 5月2日   | 東京都渋谷区 表参道                                                                      | 澤部佑（ハライチ） カンニング竹山                            |                                                                                     |
| 78 | 5月23日  | 東京都足立区 西新井大師                                                                  | 春日俊彰（オードリー） 関根勤                                |                                                                                     |
| 79 | 5月30日  | 東京都豊島区 池袋                                                                        | アンガールズ 井森美幸                                        |                                                                                     |
| 80 | 6月20日  | 東京都中央区 日本橋人形町                                                                | IKKO TIM                                                     |                                                                                     |
| 81 | 6月27日  | 東京都千代田区 有楽町 東京都港区 新橋                                                    | 髙田延彦 勝俣州和 ビビる大木                                 | ビビる大木は『PON!』（日本テレビ）から直行。                                        |
| 82 | 7月18日  | 東京都渋谷区 恵比寿                                                                      | 木下隆行（TKO） 岩尾望（フットボールアワー） 早見あかり      |                                                                                     |
| 83 | 7月25日  | 神奈川県川崎市 川崎                                                                      | 春日俊彰（オードリー） 高田延彦                              |                                                                                     |
| 84 | 8月15日  | 東京都品川区 上大崎（目黒駅周辺） 東京都目黒区 下目黒 （インテリア通りと目黒不動尊界隈） | 井森美幸 中島健人（Sexy Zone） 岡田圭右（ますだおかだ）      | CSでは#83であり、CSでの再放送はされていない。                                       |
| 85 | 8月22日  | 東京都千代田区 九段・北の丸公園                                                          | 澤部佑（ハライチ） 六角精児                                  |                                                                                     |
| 86 | 9月12日  | 東京都台東区 蔵前・御徒町（徒蔵）                                                        | 井森美幸 博多華丸・大吉                                      |                                                                                     |
| 87 | 9月19日  | 東京都港区 六本木・麻布十番                                                              | アンジャッシュ 岡田圭右（ますだおかだ）                      |                                                                                     |
| 88 | 10月10日 | 東京都新宿区 新宿御苑                                                                    | アンガールズ 上島竜兵（ダチョウ倶楽部）                      |                                                                                     |
| 89 | 10月17日 | 東京都港区 高輪（品川駅、泉岳寺、魚籃坂）                                                | 澤部佑（ハライチ） 勝俣州和 市川紗椰                         | ランチタイムのみ東京都品川区東五反田。                                              |
| 90 | 11月7日  | 東京都渋谷区 神山町、代々木八幡（奥渋谷）                                                | 高田延彦 アンガールズ                                        |                                                                                     |
| 91 | 11月14日 | 東京都豊島区 駒込                                                                        | 澤部佑（ハライチ） 井森美幸                                  | 2012年12月以来2回目の散歩。                                                         |
| 92 | 12月5日  | 東京都港区 赤坂                                                                          | 市川紗椰 TIM                                                 |                                                                                     |
| 93 | 12月12日 | 東京都港区 青山 東京都新宿区霞岳町（明治神宮外苑）                                       | 上島竜兵（ダチョウ倶楽部） 高田延彦 RENA（シュートボクサー） |                                                                                     |

| 94  | 1月2日   | 青森県青森市                                          | 井森美幸 高田延彦 カンニング竹山 春日俊彰（オードリー） 田中卓志（アンガールズ） |                                                                                                   |
| 95  | 1月9日   | 東京都中央区 築地、東銀座                             | 勝俣州和 堀ちえみ                                                                |                                                                                                   |
| 96  | 1月16日  | 東京都渋谷区 初台、幡ヶ谷、笹塚                       | 柴田理恵 澤部佑（ハライチ）                                                      | ランチタイムのみ東京都渋谷区西原。                                                                |
| 97  | 2月6日   | 東京都台東区 入谷                                     | 岡田圭右（ますだおかだ） IKKO                                                    |                                                                                                   |
| 98  | 2月13日  | 東京都目黒区 都立大学・学芸大学                       | 六角精児 柴田理恵                                                                |                                                                                                   |
| 99  | 3月5日   | 東京都文京区 後楽（水道橋） 東京都千代田区 飯田橋     | 井森美幸 アンガールズ                                                            | ランチタイムのみ東京都千代田区九段北。                                                            |
| 100 | 3月12日  | 東京都中央区 日本橋                                   | 上島竜兵（ダチョウ倶楽部） 市川紗椰 高田延彦                                     | 本放送で「正直さんぽ」枠が終了。                                                                  |
| 101 | 4月2日   | 東京都新宿区 奥神楽坂                                 | 高田延彦 田中卓志（アンガールズ）                                                | 本放送から「ぶらぶらサタデー」枠に復帰。                                                          |
| 102 | 4月30日  | 東京都中央区 勝どき 東京都江東区 豊洲                 | 塚本高史 澤部佑（ハライチ） 黒沢かずこ（森三中）                                 |                                                                                                   |
| 103 | 5月14日  | 東京都渋谷区 明治神宮周辺                             | 足立梨花 井森美幸                                                                |                                                                                                   |
| 104 | 5月28日  | 東京都文京区 根津、千駄木 東京都台東区 谷中（谷根千） | 坂下千里子 スギちゃん                                                            |                                                                                                   |
| 105 | 6月11日  | 東京都武蔵野市 吉祥寺                                 | トレンディエンジェル ラブリ                                                      |                                                                                                   |
| 106 | 6月25日  | 東京都千代田区 神田                                   | 陣内智則 オアシズ（大久保佳代子、光浦靖子）                                      |                                                                                                   |
| 107 | 7月9日   | 東京都葛飾区 柴又                                     | 上島竜兵（ダチョウ倶楽部） 滝沢カレン                                            | 一部に千葉県松戸市矢切、東京都葛飾区水元公園・東水元を含む。 ランチタイムのみ東京都葛飾区東金町。 |
| 108 | 7月23日  | 東京都世田谷区 駒沢                                   | カンニング竹山 ずん                                                              |                                                                                                   |
| 109 | 8月6日   | 東京都台東区 上野、御徒町                             | 篠原信一 若槻千夏                                                                |                                                                                                   |
| 110 | 8月20日  | 東京都世田谷区 桜新町                                 | 澤部佑（ハライチ） 小島瑠璃子                                                    |                                                                                                   |
| 111 | 9月3日   | 東京都墨田区 両国                                     | ビビる大木 井森美幸 稲村亜美                                                     | 生野はリオデジャネイロオリンピックの現地取材のため不在。                                          |
| 112 | 9月17日  | 東京都足立区 千住                                     | トレンディエンジェル 田中卓志（アンガールズ）                                    |                                                                                                   |
| 113 | 10月1日  | 東京都中央区 八丁堀、新富町                           | SHELLY 博多大吉（博多華丸・大吉）                                                |                                                                                                   |
| 114 | 10月15日 | 千葉県木更津市 木更津                                 | 坂下千里子 TIM                                                                   | 『2016JリーグYBCルヴァンカップFINALガンバ大阪vs浦和レッズ戦』 の放送の関係で、1時間の短縮放送。   |
| 115 | 10月29日 | 東京都墨田区 東向島、曳舟                             | 上島竜兵（ダチョウ倶楽部） 滝沢カレン                                            |                                                                                                   |
| 116 | 11月12日 | 千葉県浦安市 浦安                                     | 武井壮 井森美幸                                                                  |                                                                                                   |
| 117 | 11月26日 | 東京都世田谷区 池尻                                   | IKKO 澤部佑（ハライチ）                                                          |                                                                                                   |
| 118 | 12月10日 | 東京都杉並区 西荻窪                                   | 勝俣州和 黒沢かずこ（森三中）                                                    | 生野陽子、不参加。                                                                                |
| 119 | 12月24日 | 東京都大田区 池上                                     | 小峠英二（バイきんぐ） 柴田理恵 把瑠都                                           |                                                                                                   |

| 120 | 1月2日   | 大分県別府市                                 | カンニング竹山 ビビる大木 市川紗椰 滝沢カレン | ロケの途中にえとう窓口（Wエンジン）に遭遇。 |
| 121 | 1月21日  | 東京都江東区 清澄白河                        | 春日俊彰（オードリー） 朝比奈彩               |                                             |
| 122 | 2月4日   | 東京都目黒区 自由が丘、東京都世田谷区 九品仏 | 坂下千里子 内田理央                           |                                             |
| 123 | 2月18日  | 東京都港区 虎ノ門、神谷町                    | 陣内智則 滝沢カレン                           |                                             |
| 124 | 3月4日   | 東京都中央区 馬喰横山                        | 澤部佑（ハライチ） 井森美幸                   |                                             |
| 125 | 3月18日  | 東京都荒川区 日暮里                          | カンニング竹山 柴田理恵                       |                                             |
| 126 | 4月1日   | 東京都北区 赤羽                              | 六角精児 久松郁実                             |                                             |
| 127 | 4月15日  | 東京都江東区 亀戸                            | 日村勇紀（バナナマン） 滝沢カレン             |                                             |
| 128 | 4月29日  | 東京都大田区 京急蒲田、雑色、六郷            | 春日俊彰（オードリー） 泉里香                 |                                             |
| 129 | 5月13日  | 東京都港区 南青山                            | 井森美幸 オカダ・カズチカ                     |                                             |
| 130 | 5月27日  | 東京都杉並区 阿佐ヶ谷                        | トレンディエンジェル 山本美月                 |                                             |
| 131 | 6月10日  | 東京都文京区 江戸川橋                        | 陣内智則 黒沢かずこ（森三中）                 |                                             |
| 132 | 6月24日  | 東京都豊島区 巣鴨地蔵通り商店街              | カンニング竹山 市川紗椰                       |                                             |
| 133 | 7月8日   | 東京都江戸川区 葛西、西葛西                  | 千鳥 稲村亜美                                 |                                             |
| 134 | 7月22日  | 東京都品川区 西小山、武蔵小山                | 勝俣州和 泉里香                               |                                             |
| 135 | 8月5日   | 東京都荒川区 東尾久三丁目                    | IKKO ハライチ                                 |                                             |
| 136 | 8月19日  | 東京都大田区 羽田界隈                        | アンガールズ 谷まりあ                         |                                             |
| 137 | 9月2日   | 東京都千代田区 麹町、東京都新宿区 市ヶ谷     | 上島竜兵（ダチョウ倶楽部） 若槻千夏           |                                             |
| 138 | 9月16日  | 東京都墨田区 本所吾妻橋                      | 春日俊彰（オードリー） 岡田紗佳               |                                             |
| 139 | 9月30日  | 東京都豊島区椎名町、東長崎                   | 井森美幸 ふかわりょう                         |                                             |
| 140 | 10月14日 | 東京都中野区 沼袋、新井薬師                  | 田中卓志（アンガールズ） 坂下千里子           |                                             |
| 141 | 10月28日 | 東京都世田谷区 下北沢                        | 陣内智則 泉里香                               |                                             |
| 142 | 11月11日 | 東京都港区 白金高輪、白金台                  | 高橋茂雄（サバンナ） 若槻千夏                 |                                             |
| 143 | 11月25日 | 東京都国分寺市 国分寺、東京都国立市 国立     | 井森美幸 吉村崇（平成ノブシコブシ）           |                                             |
| 144 | 12月9日  | 東京都杉並区 永福町、浜田山                  | 足立梨花 TKO                                  |                                             |
| 145 | 12月23日 | 千葉県市川市 本八幡                          | ノブ（千鳥） 久松郁実                         |                                             |

| 146 | 1月2日   | 兵庫県豊岡市 城崎温泉           | 春日俊彰（オードリー） 田中卓志（アンガールズ） 泉里香 滝沢カレン | 新春さんぽ初めin城崎温泉 3時間SP |
| 147 | 1月13日  | 東京都台東区 浅草               | カンニング竹山 飯豊まりえ                                         |                                  |
| 148 | 1月27日  | 東京都新宿区 四谷 、荒木町      | 岩尾望（フットボールアワー） 柴田理恵                             |                                  |
| 149 | 2月10日  | 東京都中央区 箱崎               | カミナリ 井森美幸                                                 |                                  |
| 150 | 2月24日  | 東京都調布市 仙川               | IKKO 田中卓志（アンガールズ）                                     |                                  |
| 151 | 3月10日  | 東京都足立区 五反野 梅島        | 陣内智則 谷まりあ                                                 |                                  |
| 152 | 3月24日  | 東京都大田区 大森               | トレンディエンジェル 大石絵理                                     |                                  |
| 153 | 4月21日  | 東京都新宿区 中井 落合          | 中川家 久松郁実                                                   |                                  |
| 154 | 5月5日   | 東京都墨田区 錦糸町             | 岡本信人 若槻千夏                                                 |                                  |
| 155 | 5月19日  | 東京都港区 麻布十番             | ANZEN漫才 坂下千里子                                              |                                  |
| 156 | 6月2日   | 東京都板橋区 高島平             | 春日俊彰（オードリー） 足立梨花                                   |                                  |
| 157 | 6月16日  | 東京都豊島区 池袋               | 井森美幸 小峠英二（バイきんぐ） 中西学                            |                                  |
| 158 | 6月30日  | 東京都文京区 茗荷谷             | 滝沢カレン 吉村崇（平成ノブシコブシ）                             |                                  |
| 159 | 7月14日  | 東京都品川区 五反田             | 陣内智則 ほのか                                                   |                                  |
| 160 | 7月28日  | 東京都江戸川区 船堀             | 田中卓志（アンガールズ） 浜口京子                                 |                                  |
| 161 | 8月11日  | 東京都渋谷区 代々木八幡         | カンニング竹山 鈴木奈々                                           |                                  |
| 162 | 8月25日  | 東京都台東区 鶯谷               | 高田延彦 黒沢かずこ（森三中）                                     |                                  |
| 163 | 9月8日   | 東京都豊島区 雑司が谷           | IKKO カミナリ                                                     |                                  |
| 164 | 9月22日  | 東京都調布市 深大寺             | スギちゃん 坂下千里子                                             |                                  |
| 165 | 10月6日  | 東京都千代田区 末広町・神田明神 | 小峠英二（バイきんぐ） 加藤ナナ                                   |                                  |
| 166 | 10月20日 | 東京都府中市 府中               | 井森美幸 上島竜兵（ダチョウ倶楽部）                               |                                  |
| 167 | 11月3日  | 東京都江戸川区 篠崎             | 吉村崇（平成ノブシコブシ） 朝比奈彩                               |                                  |
| 168 | 11月17日 | 東京都渋谷区 笹塚               | 春日俊彰（オードリー） いとうまい子                               |                                  |
| 169 | 12月1日  | 東京都港区 赤坂                 | ふかわりょう 足立梨花                                             |                                  |
| 170 | 12月15日 | 東京都豊島区 目白               | 若槻千夏 岡本信人                                                 |                                  |
| 171 | 12月29日 | 東京都目黒区 駒場東大前         | 小倉優子 TKO                                                      |                                  |

| 172 | 1月2日   | 福岡県 北九州市 門司                     | IKKO ビビる大木 田中卓志（アンガールズ） 滝沢カレン | 新春！北九州SP さんぽ初めは、絶景にグルメに大興奮！          |
| 173 | 1月12日  | 東京都板橋区 、東京都北区 十条           | ずん 王林（りんご娘）                               | 「朝の!さんぽ道(テレビ東京)」のロケ中の 金子貴俊に遭遇する。 |
| 174 | 1月26日  | 東京都葛飾区 新小岩、東京都江戸川区 小岩 | 岡田圭右（ますだおかだ） 大石絵理                   |                                                              |
| 175 | 2月9日   | 神奈川県川崎市 武蔵小杉、新丸子          | 吉村崇（平成ノブシコブシ） 柴田理恵                 |                                                              |
| 176 | 2月23日  | 東京都江東区 住吉                        | カンニング竹山 今泉佑唯                             |                                                              |
| 177 | 3月9日   | 東京都世田谷区 松蔭神社前                | ビビる大木 浜口京子                                 |                                                              |
| 178 | 3月23日  | 東京都杉並区 西荻窪                      | 坂下千里子 高田延彦                                 | この放送で生野アナが産休                                     |
| 179 | 4月6日   | 東京都目黒区 中目黒                      | 若槻千夏 岩井勇気（ハライチ）                       |                                                              |
| 180 | 4月20日  | 東京都台東区 三ノ輪                      | 上島竜兵（ダチョウ倶楽部） 朝比奈彩                 |                                                              |
| 181 | 5月4日   | 東京都練馬区 大泉学園                    | 井森美幸 トレンディエンジェル                       |                                                              |
| 182 | 5月18日  | 東京都台東区 蔵前                        | 小宮浩信（三四郎） オアシズ 森山るり                |                                                              |
| 183 | 6月1日   | 東京都北区 上中里                        | 春日俊彰（オードリー） 谷まりあ                     |                                                              |
| 184 | 6月15日  | 東京都世田谷区 等々力                    | 日村勇紀（バナナマン） 岡本信人 小倉優香            | その他にオカダ・カズチカ、成田蓮、上村優也が出演             |
| 185 | 6月29日  | 東京都新宿区 市ヶ谷                      | 熊田曜子 田中卓志（アンガールズ）                   |                                                              |
| 186 | 7月13日  | 東京都渋谷区 恵比寿                      | 滝沢カレン 銀シャリ                                 | ナレーション 西山喜久恵                                      |
| 187 | 7月27日  | 東京都葛飾区 亀有                        | 井戸田潤（スピードワゴン） 井森美幸                 | ナレーション 冨永みーな                                      |
| 188 | 8月10日  | 東京都墨田区 押上                        | TIM 加藤ナナ                                        | ナレーション 冨永みーな                                      |
| 189 | 8月24日  | 東京都大田区 平和島                      | 勝俣州和 丸山桂里奈                                 | ナレーション 冨永みーな                                      |
| 190 | 9月7日   | 東京都武蔵野市 吉祥寺                    | 坂下千里子 藤波辰爾                                 |                                                              |
| 191 | 9月21日  | 東京都荒川区 町屋                        | ふかわりょう トラウデン直美                         |                                                              |
| 192 | 10月5日  | 東京都葛飾区 お花茶屋                    | 磯山さやか カンニング竹山                           |                                                              |
| 193 | 10月19日 | 東京都江東区 大島                        | 池田美優 カミナリ                                   |                                                              |
| 194 | 11月2日  | 東京都大田区 田園調布                    | ビビる大木 若槻千夏                                 | この放送日から産休していた生野アナウンサーが復帰。           |
| 195 | 11月16日 | 東京都杉並区 方南町                      | 六角精児 菊地亜美                                   |                                                              |
| 196 | 11月30日 | 東京都品川区 北品川                      | IKKO 高田延彦                                       |                                                              |
| 197 | 12月14日 | 東京都江東区 木場                        | スギちゃん 松本明子                                 |                                                              |
| 198 | 12月28日 | 東京都港区 乃木坂                        | 上島竜兵（ダチョウ倶楽部） 王林（りんご娘）         |                                                              |

| 199 | 1月2日   | 石川県 金沢市                 | ビビる大木 吉村崇（平成ノブシコブシ） 草薙航基（宮下草薙） 浜口京子 坂下千里子 |                                                                   |
| 200 | 1月11日  | 神奈川県 横浜市               | 井森美幸 春日俊彰（オードリー）                                                |                                                                   |
| 201 | 1月25日  | 東京都品川区 大井町           | 岡田圭右（ますだおかだ） 谷まりあ                                              |                                                                   |
| 202 | 2月8日   | 東京都目黒区 目黒             | 小峠英二（バイきんぐ） 井上咲楽                                                | ナレーション 冨永みーな                                           |
| 203 | 2月22日  | 東京都新宿区 早稲田           | 小杉竜一（ブラックマヨネーズ） 磯山さやか                                      | ナレーション 冨永みーな                                           |
| 204 | 3月7日   | 東京都墨田区 小村井           | アンガールズ 川上麻衣子                                                        | ナレーション 冨永みーな                                           |
| 205 | 3月21日  | 東京都台東区 新御徒町・御徒町 | ずん 河北麻友子                                                                | ナレーション 冨永みーな                                           |
| 206 | 4月4日   | フジテレビ湾岸スタジオ        | なし                                                                           | 約400軒から選ぶ 〜もう一度食べたいグルメ〜                        |
| 207 | 4月18日  | フジテレビ湾岸スタジオ        | 井森美幸 小峠英二（バイきんぐ） 土屋広道 加藤玲奈 田島朗 明松功                | 有吉くんの正直さんぽ200回記念特別企画おさんぽサミット2020         |
| 208 | 5月2日   | フジテレビ湾岸スタジオ        | 田中卓志（アンガールズ）                                                       | おさんぽアワード2020                                              |
| 209 | 5月16日  | フジテレビ湾岸スタジオ        | カンニング竹山                                                                 | おさんぽアワード2020                                              |
| 210 | 5月30日  | フジテレビ湾岸スタジオ        | 岡田圭右（ますだおかだ）                                                       | おさんぽアワード2020                                              |
| 211 | 6月13日  | フジテレビ                    | 坂下千里子                                                                     | おさんぽアワード2020                                              |
| 212 | 6月27日  | フジテレビ                    | IKKO                                                                           | おさんぽアワード2020                                              |
| 213 | 7月11日  | フジテレビ                    | ビビる大木                                                                     | おさんぽアワード2020                                              |
| 214 | 7月25日  | 東京都台東区 上野             | 井森美幸                                                                       | 4か月ぶりのロケ再開である。 ナレーション 田中卓志（アンガールズ） |
| 215 | 8月8日   | 東京都港区 虎ノ門             | 吉村崇（平成ノブシコブシ）                                                     | ナレーション ビビる大木                                           |
| 216 | 8月22日  | 東京都港区 高輪               | ふかわりょう                                                                   | ナレーション 井森美幸                                             |
| 217 | 9月5日   | 東京都文京区 小石川・本郷     | 丸山桂里奈 春日俊彰（オードリー）                                              | ナレーション 吉村崇（平成ノブシコブシ）                           |
| 218 | 9月19日  | 東京都中央区 京橋             | 若槻千夏                                                                       | ナレーション カンニング竹山                                       |
| 219 | 10月3日  | 東京都世田谷区 二子玉川       | ケンドーコバヤシ                                                               | ナレーション 田中卓志（アンガールズ）                             |
| 220 | 10月17日 | 東京都墨田区 両国             | 岩井勇気（ハライチ） 坂下千里子                                                | ナレーション カンニング竹山                                       |
| 221 | 10月31日 | 東京都目黒区 自由が丘         | 河北麻友子 飯尾和樹（ずん）                                                    |                                                                   |
| 222 | 11月14日 | 東京都中央区 日本橋茅場町     | 朝日奈央 上島竜兵（ダチョウ倶楽部）                                            |                                                                   |
| 223 | 11月28日 | 東京都葛飾区 立石・四ツ木     | 磯山さやか 岡田圭右（ますだおかだ）                                            |                                                                   |
| 224 | 12月12日 | 東京都新宿区 神楽坂           | 池田美優 小峠英二（バイきんぐ）                                                |                                                                   |
| 225 | 12月26日 | 東京都江東区 清澄白河         | ぺこぱ 島崎和歌子                                                              |                                                                   |

| 226 | 1月2日   | 長崎県 島原市                          | 井森美幸 小杉竜一（ブラックマヨネーズ） 浜口京子 ビビる大木 | 島原市長が出演した。                                  |
| 227 | 1月9日   | 東京都台東区 浅草                      | 春日俊彰（オードリー） 西野未姫                             |                                                       |
| 228 | 1月23日  | 東京都渋谷区 富ヶ谷                    | 藤田ニコル カンニング竹山                                   |                                                       |
| 229 | 2月6日   | フジテレビ湾岸スタジオ                 | ビビる大木 小杉竜一（ブラックマヨネーズ）                   | おさんぽアワード・長崎県島原市さんぽ大反省会          |
| 230 | 2月20日  | フジテレビ湾岸スタジオ                 | ビビる大木 小杉竜一（ブラックマヨネーズ）                   | おさんぽアワード・島根旅情編プレイバック              |
| 231 | 3月6日   | 都内飲食店                             | 磯山さやか                                                  | 最強ランチ決戦!ラーメンVSカレーSP                     |
| 232 | 3月20日  | 都内飲食店                             | 市川紗椰                                                    | 肉肉スペシャル!!                                      |
| 233 | 4月3日   | 東京都台東区 浅草、東京都新宿区 神楽坂 | 井森美幸                                                    | 最強のおさんぽタウン 浅草vs神楽坂                     |
| 234 | 4月17日  | 東京都世田谷区 祖師谷、成城            | トム・ブラウン 坂下千里子                                   | ロケ再開である。                                      |
| 235 | 5月1日   | 東京都中央区 浜町、東日本橋            | 小峠英二（バイきんぐ） 近藤春菜（ハリセンボン）             |                                                       |
| 236 | 5月15日  | 東京都足立区 北千住                    | すゑひろがりず 丸山桂里奈                                   |                                                       |
| 237 | 5月29日  | 都内飲食店                             | 田中卓志（アンガールズ）                                    | 清澄白河&門前仲町特集                                 |
| 238 | 6月12日  | 都内飲食店                             | 藤田ニコル                                                  | 新橋・虎ノ門・神谷町SP。この放送で生野アナが産休      |
| 239 | 6月26日  | 都内飲食店                             | 春日俊彰（オードリー） 磯山さやか                           | 奥渋谷VS巣鴨SP。                                      |
| 240 | 7月10日  | 都内飲食店                             | 坂下千里子 吉村崇（平成ノブシコブシ）                       | 日本橋VS茅場町SP。                                    |
| 241 | 8月7日   | 東京都渋谷区 表参道                    | 河北麻友子 井戸田潤（スピードワゴン）                       |                                                       |
| 242 | 8月21日  | 都内飲食店                             | ビビる大木 浜口京子                                         | ムサコスペシャル。                                    |
| 243 | 9月4日   | 都内飲食店                             | 井森美幸 小峠英二（バイきんぐ）                             | 五反田&戸越SP。進行は井森                             |
| 244 | 9月18日  | 都内飲食店                             | IKKO 岩井勇気（ハライチ）                                   | 人形町スペシャル。                                    |
| 245 | 10月2日  | 都内飲食店                             | 丸山桂里奈 飯尾和樹（ずん）                                 | 四谷&九段下SP。                                       |
| 246 | 10月16日 | 都内飲食店                             | 田中卓志（アンガールズ） 若槻千夏                           | 東京スカイツリー周辺SP。まだ岡本信人はVTR出演である。 |
| 247 | 10月30日 | 都内飲食店                             | 春日俊彰（オードリー） 近藤春菜（ハリセンボン）             | 足立区北千住スペシャル。                              |
| 248 | 11月13日 | 東京都世田谷区 下北沢                  | 三四郎 さくらまや                                           |                                                       |
| 249 | 11月27日 | 東京都世田谷区 用賀                    | 磯山さやか 田中卓志（アンガールズ）                         |                                                       |
| 250 | 12月11日 | 東京都墨田区 本所吾妻橋                | 浜口京子 井戸田潤（スピードワゴン）                         |                                                       |
| 251 | 12月25日 | 東京都港区 芝浦                        | ぺこぱ 井森美幸                                             |                                                       |

| 252 | 1月2日   | 秋田県 秋田市 男鹿市            | 浜口京子 井戸田潤（スピードワゴン） 河北麻友子 大久保佳代子（オアシズ） | 新春スペシャル。                                                       |
| 253 | 1月8日   | 東京都台東区 谷根千             | 坂下千里子 岩井勇気（ハライチ）                                         |                                                                        |
| 254 | 1月22日  | 東京都千代田区 神田             | 若槻千夏 錦鯉 U字工事                                                   |                                                                        |
| 255 | 2月5日   | 東京都世田谷区 三宿             | 小峠英二（バイきんぐ） ヒコロヒー                                       | 散歩の途中でヒコロヒーの所属事務所の先輩でもあるみなみかわに遭遇する。 |
| 256 | 2月19日  | 東京都港区 麻布十番             | ぼる塾                                                                  |                                                                        |
| 257 | 3月5日   | 都内飲食店                      | 河北麻友子 近藤春菜（ハリセンボン）                                     | ものつくりの街 蔵前・東日本橋SP                                        |
| 258 | 3月19日  | フジテレビ湾岸スタジオ          | 浜口京子 ビビる大木                                                     | もう一度会いたい!秋田・男鹿半島ナマハゲSP                              |
| 259 | 4月2日   | 都内飲食店                      | 坂下千里子 井森美幸                                                     | 自由ヶ丘スペシャル                                                     |
| 260 | 4月16日  | 東京都品川区 西小山、武蔵小山   | 磯山さやか 塚地武雅（ドランクドラゴン） Aマッソ                         |                                                                        |
| 261 | 4月30日  | 東京都台東区 浅草橋             | トム・ブラウン 藤田ニコル                                               | 散歩の途中で小錦八十吉に遭遇。                                         |
| 262 | 5月14日  | 神奈川県横浜市 関内・元町エリア | 丸山桂里奈 小杉竜一（ブラックマヨネーズ）                               |                                                                        |
| 263 | 5月28日  | 東京都千代田区 日比谷           | 吉村崇（平成ノブシコブシ） 王林                                         |                                                                        |
| 264 | 6月11日  | 東京都目黒区 中目黒             | 田中卓志（アンガールズ) IKKO                                            |                                                                        |
| 265 | 6月25日  | 東京都世田谷区 豪徳寺           | 井森美幸 カンニング竹山                                                 |                                                                        |
| 266 | 7月9日   | 東京都新宿区 早稲田             | 長谷川忍（シソンヌ） 若槻千夏                                           |                                                                        |
| 267 | 7月23日  | 東京都大田区 大森・梅屋敷       | 浜口京子 藤本敏史（FUJIWARA）                                           |                                                                        |
| 268 | 8月6日   | 東京都杉並区 高円寺             | 大久保佳代子（オアシス） マヂカルラブリー                               |                                                                        |
| 269 | 8月20日  | 東京都台東区 田原町             | 坂下千里子 津田篤宏（ダイアン）                                         | この日は藤田ニコルが出演予定だったが坂下が代役出演をした。             |
| 270 | 9月3日   | 東京都港区 白金                 | 磯山さやか 三四郎                                                       |                                                                        |
| 271 | 9月17日  | 東京都中央区 銀座               | 河北麻友子 岡田圭右（ますだおかだ）                                     |                                                                        |
| 272 | 10月1日  | 東京都荒川区 尾久               | 井森美幸 カミナリ                                                       |                                                                        |
| 273 | 10月15日 | 東京都中央区 日本橋人形町       | 田中卓志（アンガールズ） 秋元真夏（乃木坂46）                           |                                                                        |
| 274 | 10月29日 | 東京都豊島区 雑司が谷・ 池袋    | 生見愛瑠 井戸田潤（スピードワゴン）                                     |                                                                        |
| 275 | 11月12日 | 東京都江東区 門前仲町           | 藤田ニコル なすなかにし                                                 |                                                                        |
| 276 | 11月26日 | 東京都世田谷区 等々力           | ビビる大木 井桁弘恵                                                     |                                                                        |
| 277 | 12月10日 | 東京都目黒区 目黒               | カンニング竹山 近藤春菜（ハリセンボン）                                 |                                                                        |
| 278 | 12月24日 | 東京都中央区 日本橋小伝馬町     | 磯山さやか とにかく明るい安村                                           |                                                                        |

| 279 | 1月2日   | 和歌山県 南紀白浜               | 浜口京子 ビビる大木 坂下千里子 長谷川忍（シソンヌ） | 新春SP。 この放送日から生野が復帰である。 |
| 280 | 1月7日   | 東京都新宿区 神楽坂             | 井森美幸 塚地武雅（ドランクドラゴン）               |                                           |
| 281 | 1月21日  | 東京都渋谷区 幡ヶ谷・初台       | 若槻千夏 津田篤宏（ダイアン）                       |                                           |
| 282 | 2月4日   | 東京都千代田区 秋葉原           | 大久保佳代子（オアシズ） 岡部大（ハナコ）           |                                           |
| 283 | 2月18日  | 東京都墨田区 向島・押上         | 田中卓志（アンガールズ） 村重杏奈                   |                                           |
| 284 | 3月4日   | 東京都世田谷区 世田谷代田・梅丘 | ヒコロヒー ビビる大木                               |                                           |
| 285 | 3月18日  | 東京都足立区 北千住             | やす子 六角精児                                     |                                           |
| 286 | 4月8日   | 東京都大田区 田園調布           | 坂下千里子 吉村崇（平成ノブシコブシ）               |                                           |
| 287 | 4月22日  | 東京都三鷹市 三鷹               | 市川紗椰 錦鯉                                       |                                           |
| 288 | 5月6日   | 東京都文京区 本郷               | 磯山さやか 三四郎                                   |                                           |
| 289 | 5月27日  | 東京都北区 十条・王子           | カンニング竹山 藤田ニコル                           |                                           |
| 290 | 6月10日  | 東京都中野区 新井薬師           | なすなかにし 井森美幸                               |                                           |
| 291 | 6月24日  | 東京都文京区 大塚               | 大久保佳代子（オアシズ） ゆうちゃみ                 |                                           |
| 292 | 7月22日  | 東京都目黒区 学芸大学・都立大学 | 小杉竜一（ブラックマヨネーズ） 松村沙友理           |                                           |
| 293 | 8月5日   | 神奈川県川崎市 武蔵小杉・新丸子 | 井戸田潤（スピードワゴン） 島崎和歌子               |                                           |
| 294 | 8月19日  | 東京都千代田区 半蔵門           | ずん 近藤春菜（ハリセンボン）                       |                                           |
| 295 | 9月2日   | 東京都江東区 砂町・東陽町       | 浜口京子 ビビる大木                                 |                                           |
| 296 | 9月16日  | 東京都調布市 仙川               | ふかわりょう 坂下千里子                             |                                           |
| 297 | 9月30日  | 東京都台東区 御徒町             | 田中卓志（アンガールズ） 長谷川忍（シソンヌ）       |                                           |
| 298 | 10月14日 | 東京都港区 表参道               | 若槻千夏 おいでやす小田                             |                                           |
| 299 | 10月28日 | 東京都杉並区 西荻窪             | 三四郎 秋元真夏                                     |                                           |
| 300 | 11月11日 | 東京都豊島区 要町               | ずん 久間田琳加                                     |                                           |
| 301 | 11月25日 | 東京都品川区 旗の台・荏原中延   | 井森美幸 ティモンディ                               |                                           |
| 302 | 12月9日  | 東京都小金井市 武蔵小金井       | カンニング竹山 市川紗椰                             |                                           |
| 303 | 12月23日 | 東京都世田谷区 用賀             | なすなかにし 丸山桂里奈                             | 60分拡大SP                                |
| 303 | 12月23日 | おさんぽ忘年会                  | 井森美幸 ビビる大木 坂下千里子                      | 60分拡大SP                                |

| 304 | 1月2日   | 愛媛県 松山市                     | 井森美幸 浜口京子 錦鯉                         | 新春SP。 |
| 305 | 1月13日  | 東京都大田区 六郷                 | 田中卓志（アンガールズ） 井桁弘恵 岡本信人     | |
| 306 | 1月27日  | 東京都杉並区 阿佐ヶ谷             | 長谷川忍（シソンヌ） 王林                      | |
| 307 | 2月10日  | 東京都千代田区 神保町             | タイムマシーン3号 藤田ニコル                   | |
| 308 | 2月24日  | 東京都目黒区 中目黒               | 小杉竜一（ブラックマヨネーズ） 坂下千里子      | |
| 309 | 3月9日   | 東京都世田谷区 上町・松陰神社     | 井戸田潤（スピードワゴン） 山之内すず          | |
| 310 | 3月23日  | 東京都墨田区 錦糸町               | 井森美幸 アルコ&ピース                         | |
| 311 | 4月6日   | 東京都中央区 日本橋               | 三四郎 浜口京子                                | |
| 312 | 4月20日  | 東京都目黒区 自由が丘             | ビビる大木 秋元真夏                            | |
| 313 | 5月4日   | 東京都豊島区 巣鴨                 | 錦鯉 IKKO                                      | |
| 314 | 5月18日  | 神奈川県横浜市 元町・関内         | 児嶋一哉（アンジャッシュ） ゆうちゃみ 高山一実 | |
| 315 | 6月1日   | 東京都世田谷区 成城・祖師ヶ谷大蔵 | アンガールズ 久間田琳加                        | |
| 316 | 6月15日  | 東京都渋谷区 参宮橋               | カンニング竹山 磯山さやか                      | 今回は有吉がレギュラー出演している『マツコ&有吉 かりそめ天国』（テレビ朝日）で紹介した縁から「どうしてもここ（参宮橋）を散歩したい」と指名した形で実現した。 |
| 317 | 6月29日  | 東京都千代田区 お茶の水・神保町   | なすなかにし 坂下千里子                        | |
| 318 | 7月13日  | 東京都港区 南青山                 | 長谷川忍（シソンヌ） 岡田紗佳                  | |
| 319 | 7月27日  | 東京都品川区上大崎（目黒駅周辺）  | 浜口京子 柴田英嗣（アンタッチャブル）          | ナレーターの玄田が体調不良による休養のため、酒巻光宏が代役を務めた。                                                                                         |
| 320 | 8月10日  | 東京都某所                        | ビビる大木                                     | 猛署を吹き飛ばす絶品夏グルメスペシャル |
| 321 | 8月24日  | 東京都世田谷区 三軒茶屋           | 大久保佳代子（オアシズ） 山下健二郎            | |
| 322 | 9月7日   | 東京都板橋区 中板橋・大山         | 井森美幸 三四郎                                | |
| 323 | 9月21日  | 東京都某所                        | カンニング竹山 坂下千里子                      | 放送12年から巌選!魁感の麺料理スペシャル |
| 324 | 10月5日  | 東京都国分寺市 国分寺・西国分寺   | ふかわりょう 近藤春菜（ハリセンボン）          | |
| 325 | 10月19日 | 東京都杉並区 高円寺               | 藤田ニコル 錦鯉                                | |
| 326 | 11月2日  | 東京都文京区 江戸川橋             | 宮下草薙 若槻千夏                              | |
| 327 | 11月16日 | 東京都世田谷区 代田               | おいでやす小田 磯山さやか                      | |
| 328 | 11月30日 | 東京都墨田区 曳舟                 | 長谷川忍（シソンヌ） 河北麻友子 なえなの       | |
| 329 | 12月14日 | 東京都品川区 五反田               | 春日俊彰（オードリー） 井桁弘恵                | |
| 330 | 12月28日 | 東京都杉並区 荻窪                 | 宮世琉弥 坂下千里子                            | |

| 331 | 1月2日  | 福井県                        | ビビる大木 浜口京子 なすなかにし 藤田ニコル  | 新春SP。                             |
| 332 | 1月11日 | 福井県                        | ビビる大木 浜口京子 なすなかにし 藤田ニコル  | 福井スペシャルの未公開シーンを大放出 |
| 333 | 1月25日 | 東京都港区 外苑前             | 三四郎 山之内すず                            |                                      |
| 334 | 2月8日  | 東京都江東区 東澄白河         | 矢作兼（おぎやはぎ） 秋元真夏                |                                      |
| 335 | 2月22日 | 東京都世田谷区 九品仏・尾山台 | カンニング竹山 磯山さやか                    |                                      |
| 336 | 3月8日  | 東京都新宿区 新宿御苑         | 井森美幸 タイムマシーン3号                   |                                      |
| 337 | 3月22日 | 東京都台東区 御徒町・上野     | ビビる大木 若槻千夏                          |                                      |
| 338 | 4月5日  | 東京都中野区 野方             | TIM 松村沙友理                               |                                      |
| 339 | 4月19日 | 東京都江戸川区 平井           | 坂下千里子 小森隼（GENERATIONS）             |                                      |
| 340 | 5月3日  | 東京都荒川区 町屋             | 近藤春菜（ハリセンボン） 井桁弘恵            |                                      |
| 341 | 5月17日 | 東京都目黒区 中目黒・祐天寺   | おいでやす小田 藤田ニコル                    |                                      |
| 342 | 5月31日 | 東京都千代田区 九段下         | アンガールズ 久間田琳加                      |                                      |
| 343 | 6月14日 | 東京都墨田区 両国             | 春日俊彰（オードリー） 山之内すず            |                                      |
| 344 | 6月28日 | 東京都文京区 後楽園           | 三四郎 秋元真夏                              |                                      |
| 345 | 7月12日 | 東京都大田区 池上             | IKKO なすなかにし                            |                                      |
| 346 | 7月26日 | 東京都品川区 大井町           | 大久保佳代子（オアシズ） 錦鯉                |                                      |
| 347 | 8月9日  | 東京都台東区 上野             | カンニング竹山 吉村崇（平成ノブコブシ） 王林 | 番組初のナイトさんぽである。         |

## ネット局
| 放送対象地域 | 放送局                   | 系列           | 放送日時           | 備考       |
| ------------ | ------------------------ | -------------- | ------------------ | ---------- |
| 関東広域圏   | フジテレビ（CX）         | フジテレビ系列 | 土曜 12:00 - 13:30 | 制作局     |
| 北海道       | 北海道文化放送（uhb）    | フジテレビ系列 | 土曜 12:00 - 12:59 | 遅れネット |
| 宮城県       | 仙台放送（OX）           | フジテレビ系列 | 日曜 16:00 - 17:25 | 遅れネット |
| 福島県       | 福島テレビ（FTV）        | フジテレビ系列 | 不定期放送         | 遅れネット |
| 新潟県       | NST新潟総合テレビ（NST） | フジテレビ系列 | 土曜 15:00 - 16:30 | 遅れネット |
| 静岡県       | テレビ静岡（SUT）        | フジテレビ系列 | 月曜 14:45 - 15:45 | 遅れネット |
| 長野県       | 長野放送（NBS）          | フジテレビ系列 | 不定期放送         | 遅れネット |
| 石川県       | 石川テレビ（ITC）        | フジテレビ系列 | 不定期放送         | 遅れネット |
| 福井県       | 福井テレビ（FTB）        | フジテレビ系列 | 不定期放送         | 遅れネット |
| 広島県       | テレビ新広島（tss）      | フジテレビ系列 | 日曜 16:00 - 17:25 | 遅れネット |
| 青森県       | 青森朝日放送（ABA）      | テレビ朝日系列 | 土曜 10:35 - 11:30 | 遅れネット |
| 日本全国     | フジテレビONE            | CS放送         | リピート放送       | 遅れネット |

過去のネット局
- 岡山放送（OHK）[注 15]
- 関西テレビ（KTV） [注 16]
- 東海テレビ（THK）

フジテレビONEでは視聴者プレゼントの代わりに地上波未公開映像を放送している。また、海外向けチャンネルのWakuWaku japanでも放送している。

## スタッフ
- 編成：野﨑舞夏星（フジテレビ）
- 構成：塩沢航
- 撮影：水谷奨
- VE：佐々木信哉、後藤恵大、鈴木博
- CA→音声：池田祐介（以前はVE担当も）、川手麻緒、榮山健多呂、鈴木光輝、酒井亜邪、外岡力翔
- 照明：尾山隆之、徳竹邦彦、関根将志、入谷友規、草刈幸正
- CG：飯田仁、安居院一展、奥田真也
- イラスト：中村サトル
- 音楽：Laugh&Peace
- 音響効果：赤津裕明（一時離脱→復帰）
- EED：相原知美、田中沙映
- MA：船木優、宝積伸示（船木・宝積→一時離脱→復帰）
- TK：山本美衣
- デスク：島田幸世（一時離脱→復帰）
- 広報：井坂匠（フジテレビ）
- ヘアメイク：魚住真弓、脇坂美穂
- 車両：NASH INC.、近藤秋仁、稲上大輔
- 技術協力：キャミックス、フリーダム・オブ・ザック、Azabu Plaza
- AD：田村雄哉、荻原卓也、大角一真、山本隼太、瀧本美久、神谷奈穂、大浦瑠偉
- 制作：佐野彩子
- アシスタントプロデューサー：鈴木麻美子
- 演出：河野幸信、神田真一（神田→一時離脱→復帰）、鈴木圭一朗（鈴木→以前はAD）、保阪彰史（保阪→一時離脱→復帰）
- プロデューサー：永盛健之（オフィスながも）[1]
- チーフプロデューサー：朝妻一（フジテレビ、2019年6月1日 -、以前はプロデューサー）
- 制作協力：D:COMPLEX、オフィスながも
- 制作：フジテレビスタジオ戦略本部第3スタジオ制作センター（旧バラエティ制作センター→制作局第二制作センター→編成局制作センター第二制作室→編成制作局制作センター第二制作室→編成総局バラエティ制作局）
- 制作著作：フジテレビ

### 過去のスタッフ
- 制作統括：浜野貴敏（フジテレビ、2019年6月1日 - 2020年9月、以前はCP）
- 編成企画→編成：濱潤・林英美→赤池洋文→武田誠司→橋本英司→渡辺恒也→髙木由佳→鈴木康平→田淵麻子（フジテレビ）
- VE：才沢誠二、朴昌根
- CA：松崎卓巳
- 音響効果：太田光則、小野史織、大谷匡範、絹野結花
- 編集：堀内雅也、今井敏明、竹村和佳奈、石川雅彦、田中友裕、山崎洋、後藤勝利、三谷光
- MA：橋本光平、松尾隆裕、指田高史、土屋由香、大野健志
- デスク：小笠原有莉、栗原弘美(実)、平野千菜美
- TK：松本曜子
- 制作︰中田すばる
- 広報：鈴木良子→川本洋平→太田真紀子→佐々木順子→小穴浩司（全員フジテレビ）
- 協力：e-naスタジオ
- 技術協力：IMAGICA
- アシスタントプロデューサー：鈴木美絵→大川幸子→鯉江舞→戸上美由紀→普光院拓朗（以前はAD）
- AD：日野豪、井畑実香、植松正太、西川真里、松代詩央里、森翔生
- ディレクター：佐藤謙治、目黒隆志
- 演出：三木康一郎／有田武史、磯部修、後藤啓一、柴田琢朗、中原嘉仁
- プロデューサー：滝澤美衣奈（フジテレビ、途中から）